# Xã Hartland, Quận Freeborn, Minnesota
Xã Hartland (tiếng Anh: Hartland Township) là một xã thuộc quận Freeborn, tiểu bang Minnesota, Hoa Kỳ. Năm 2010, dân số của xã này là 256 người.